# Richard Janko
Richard Charles Murray Janko (* 30. Mai 1955 in Weston Underwood, Buckinghamshire, England) ist ein britisch-US-amerikanischer Gräzist.

## Leben
Janko, Nachfahre eines österreichisch-ungarischen Revolutionärs, der 1848 Wien verließ und in London Zuflucht fand, besuchte die Bedford Modern School und erhielt ein Stipendium für das Trinity College Cambridge. Mit Unterstützung seiner Eltern, eines Elektrikers und einer Ladeninhaberin, lernte er Griechisch bei Andrew M. Wilson, der später Harry Potter und der Stein der Weisen ins Altgriechische übersetzte.
Als Student nahm Janko an den britischen Ausgrabungen unter der Leitung von William D. Taylour (1904–1989) in Agios Stephanos, Lakonien, teil. Nach dem B.A. in Classics 1976 am Trinity College Cambridge wurde er 1980 ebendort mit einer Dissertation Studies in the language of the Homeric Hymns and the dating of early Greek epic poetry bei John Chadwick promoviert. Im akademischen Jahr 1978–1979 war er temporary lecturer in St Andrews, dann von 1979 bis 1982 Research Fellow am Trinity College Cambridge. Von 1982 bis 1985 war er Assistant Professor und von 1985 bis 1987 Associate Professor an der Columbia University, New York, von 1987 bis 1994 Professor of Classics an der University of California, Los Angeles, und von 1995 bis 2002 Professor of Greek am University College London. Seit 2002 ist er Professor of Classical Studies an der University of Michigan, seit 2011 unter dem Titel Gerald F. Else Distinguished University Professor of Classical Studies. Er hatte Gastprofessuren an der Scuola Normale Superiore in Pisa (2000) und an der American School of Classical Studies at Athens (2013–2014) inne.

## Forschungen
Jankos Forschungen betreffen das bronzezeitliche Griechenland und die archaische Literatur der Griechen, insbesondere die Ilias; die Poetik und den Dialog Über Dichter des Aristoteles; einen Teil der ästhetischen Schriften des Philodem; und die frühgriechische Philosophie (Empedokles und den Derveni-Papyrus).
In seiner Dissertation über Homer, Hesiod and the Hymns (1980) versuchte Janko anhand statistischer Studien eine relative Chronologie der frühgriechischen Literatur. Er war daraufhin am Ilias-Kommentar von Geoffrey Kirk mit dem Band zu den Büchern 13–16 beteiligt; darin vertrat er die Ansicht, dass Homer ein vollendeter Künstler der oral poetry war. 2008 gab er William D. Taylours Bericht über die Ausgrabungen der bronzezeitlichen und mittelalterlichen Siedlung in Agios Stephanos heraus.
In seiner Monographie zum verlorenen zweiten Buch der Poetik des Aristoteles rekonstruierte Janko dessen Theorie der Komödie anhand des Tractatus Coislinianus, einer Handschrift aus dem 10. Jahrhundert. Seine These, dass dieser Tractatus eine Zusammenfassung der aristotelischen Abhandlung über die Komödie darstelle, ist allerdings umstritten. Es folgte eine Edition der Poetik samt Rekonstruktion des zweiten Buches und den Fragmenten von Aristoteles’ Schrift Über Dichter.
Zuletzt edierte Janko die Fragmente von Philodems Schrift Über Gedichte (zusammen mit Fragmenten der aristotelischen Schrift Über Dichter) sowie die des Derveni-Papyrus. Beide Projekte implizierten ebenso wie die Arbeit am Straßburger Empedokles-Papyrus intensive papyrologische Studien.

## Auszeichnungen
Janko wurde 2006 in die American Academy of Arts and Sciences und 2009 in die American Philosophical Society aufgenommen. Seit 2017 ist er ausländisches Mitglied der Akademie von Athen. 2002 war ihm der italienische Premio Theodor Mommsen zuerkannt worden.

## Schriften (Auswahl)
Monographien
- Homer, Hesiod and the Hymns. Diachronic development in epic diction. Cambridge University Press, Cambridge 1982.
- Aristotle on Comedy. Towards a reconstruction of Poetics II. London, 1984.
- Aristotle, Poetics, with the Tractatus Coislinianus, reconstruction of Poetics II, and the fragments of the On Poets. Indianapolis, 1987.
- (G. S. Kirk, Gesamtherausgeber), The Iliad. A Commentary. Darin: Volume 4: Books 13–16. Cambridge, 1994.
- Philodemus, The Aesthetic Works. Vol. I/1: On Poems Book 1. Oxford University Press, Oxford 2001.
- (Hrsg.): William D. Taylour, Ayios Stephanos: a Bronze Age and Medieval Settlement in Southern Laconia (Supplement 44 to the Annual of the British School at Athens). London, 2008.
- Philodemus, The Aesthetic Works. Vol. I/3: On Poems Books 3–4, with the Fragments of Aristotle, On Poets. Oxford University Press, Oxford 2011.
- (Hrsg.), mit Mirjam E. Kotwick (Übers.): Der Papyrus von Derveni. (Sammlung Tusculum). De Gruyter, Berlin/Boston 2017, ISBN 978-3-11-041473-8
- Philodemus, The Aesthetic Works. Vol. I/2: On Poems Book 2, with the Fragments of Heracleodorus and Pausimachus. Oxford University Press, Oxford 2020.

Artikel
- The structure of the Homeric Hymns: a study in genre. In: Hermes 109 (1981) 9–24.
- Equivalent formulae in the Greek epos. In: Mnemosyne 34 (1981) 251–264.
- ΑΘΑΝΑΤΟΣ ΚΑΙ ΑΓΗΡΩΣ: the genealogy of a formula. In: Mnemosyne 34 (1981) 382–385.
- A fragment of Aristotle’s Poetics from Porphyry, concerning synonymy. In: Classical Quarterly 32 (1982) 323–326.
- P. Oxy. 2509: Hesiod’s Catalogue on Actaeon. In: Phoenix 39 (1985) 299–307.
- The Shield of Heracles and the legend of Cycnus. In: Classical Quarterly 36 (1986) 38–59.
- Polydeukes and Deukalion. In: Glotta 65 (1987) 69–72.
- Linear A and the direction of the earliest Cypro-Minoan writing. In: John Tyrell Killen, José L. Melena, Jean-Pierre Olivier (Hrsg.), Studies in Mycenaean and Classical Greek presented to John Chadwick. Salamanca 1987, 311–318.
- Dictation and redaction: the Iliad and its editors. In: Classical Antiquity 9 (1990) 326–334.
- Philodemus’ On Poems and Aristotle’s On Poets. In: Cronache Ercolanesi 21 (1991) 5–64.
- The Homeric poems as oral dictated texts. In: Classical Quarterly 48 (1998) 1–13.
- The Derveni Papyrus (Diagoras of Melos, Apopyrgizontes Logoi?): a New Translation. In: Classical Philology 94 (2001) 1–32 .
- The Derveni Papyrus: an Interim Text. In: Zeitschrift für Papyrologie und Epigraphik 141 (2002) 1–62.
- The Trojan War. In: Times Literary Supplement, 15. April 2005, 6–7.
- Sappho Revisited. In: Times Literary Supplement, 23. Dezember 2005, 19–20.
- Empedocles’ On Nature I 233–364: a New Reconstruction of P. Strasb. Inv. 1665-6. In: Zeitschrift für Papyrologie und Epigraphik 150 (2005) 1–26.
- Reconstructing (again) the Opening of the Derveni Papyrus. In: Zeitschrift für Papyrologie und Epigraphik 166 (2008) 37–51.
- πρῶτόν τε καὶ ὕστατον αἰὲν ἀείδειν: relative chronology and the literary history of the Greek epos. In: Ø. Andersen, D. Haug (Hrsg.), Relative Chronology and the Literary History of the Early Greek Epos. Cambridge 2011, 20–43.
- The Hexametric Incantations against Witchcraft in the Getty Museum: from Archetype to Exemplar. In: Christopher A. Faraone, Dirk Obbink (Hrsg.), The Getty Hexameters: Poetry, Magic, and Mystery in Ancient Greek Selinous. Oxford 2013, 31–56.
- The Brothers Poem by Sappho. In: Times Literary Supplement, 28. März 2014, 22.
- Parmenides in the Derveni Papyrus: New Images for a New Edition. In: Zeitschrift für Papyrologie und Epigraphik 200 (2016): 3–23.